# Östersunds gymnasieskola
Östersunds gymnasieskola startade 2007 och har idag ca 150 elever. De program skolan erbjuder är Barn- och fritidsprogrammet, Ekonomiprogrammet, Humanistiska programmet, Naturvetenskapsprogrammet, Samhällsvetenskapsprogrammet samt lärlingsutbildning till Personlig tränare. Skolan är belägen i centrala Östersund bara ett stenkast från Busstorget. Skolan är en friskola.